# Erica thunbergii
Erica thunbergii är en ljungväxtart som beskrevs av Montin. Erica thunbergii ingår i släktet klockljungssläktet, och familjen ljungväxter. Utöver nominatformen finns också underarten E. t. celsiana.